# Isosturmia picta
Isosturmia picta är en tvåvingeart som först beskrevs av Baranov 1932.  Isosturmia picta ingår i släktet Isosturmia och familjen parasitflugor. Inga underarter finns listade i Catalogue of Life.